# Lenin-rend
A Lenin-rend (oroszul: Орден Ленина, transzliteráció: Orgyen Lenyina) a Szovjetunióban 1930-ban, Lenin születésének 60. évfordulója alkalmából a Szovjetunió Legfelsőbb Tanácsának Elnöksége által alapított állami kitüntetés. Nem tévesztendő össze a Lenin-díjjal.

## Története
A legmagasabb szovjet érdemrend volt, amelyet polgári és katonai érdemekért egyaránt megkaphattak szovjet és külföldi állampolgárok. A Szovjetunió Hőse és a Szocialista Munka Hőse cím, valamint az ezeket jelképező Arany Csillag Érem adományozásakor a kitüntetett automatikusan megkapta a Lenin-rendet is. Az első kitüntetett a Komszomolszkaja Pravda újság volt 1930. május 23-án. A legtöbbször, 11-szer Dmitrij Fjodorovics Usztyinov, a Szovjetunió honvédelmi minisztere kapta meg. Külföldi kommunista vezetők közül megkapta többek között Kádár János, Erich Honecker, Todor Zsivkov, Nicolae Ceaușescu, Josip Broz Tito és Fidel Castro is. 1991-ig, a Szovjetunió felbomlásáig adományozták.

## Tervezés
Az első modellt Ivan Sadr és Pjotr Tajozsnij készítette, és az akkori pénzverde (Goznak) állította elő ezüstből, némi aranyozással. Kerek kitűző volt, a belső körben Lenin arcképe látható, a háttérben füst, traktor, és egy épület, vélhetőleg erőmű. Egy vékony vörös zománcozott szegély, és egy búzakoszorú fogta közre a belső kört. A tetején egy aranyozott sarló és kalapács, a kommunista szimbólum látható, az alján a Szovjetunió orosz kezdőbetűi (CCCP) álltak. Ebből a fajtából körülbelül 800 darab készült. 1930 és 1932 között adományozták.
A második változat 1934-től 1936-ig volt adományozható. Ez már egy tömör arany kitűző volt, közepén egy zománcozott lemezen Lenin arcképével. A lemezt egy búzakéve és egy vörös zászló ЛЕНИН (Lenin) felirattal veszi körbe. A zászlótól balra egy vörös csillag, a kitűző alján a sarló és kalapács látható, mindkét jelkép vörös zománcozott.
A harmadik változatot 1936 és 1943 között adományozták.
A negyediket 1943-tól a Szovjetunió felbomlásáig adományozták.
A kitűzőt eredetileg egy kitűzőcsavarral rögzítették a ruha bal mellkasi részéhez. Később egy éremként viselték egy szalagsávra rákötve. Lenin arcképe először szegecselt ezüstből készült, majd beépítették egy egyrészes arany kitűzőbe, de később már egy külön platina részként tért vissza, és ez maradt a Szovjetunió felbomlásáig.

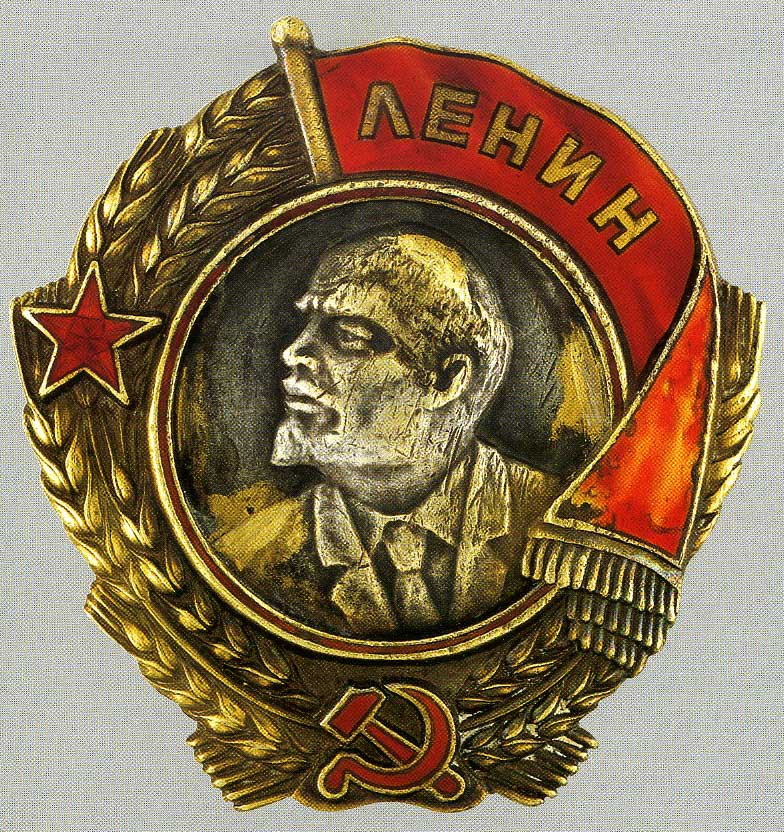
Lenin-rend, második változat
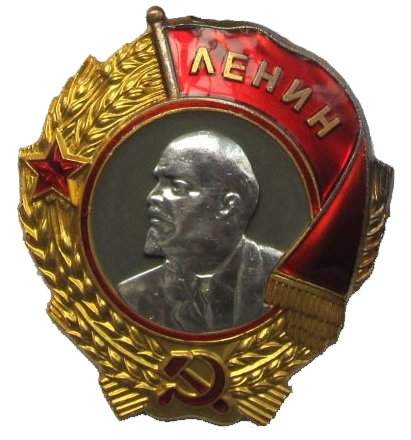
Lenin-rend, harmadik változat
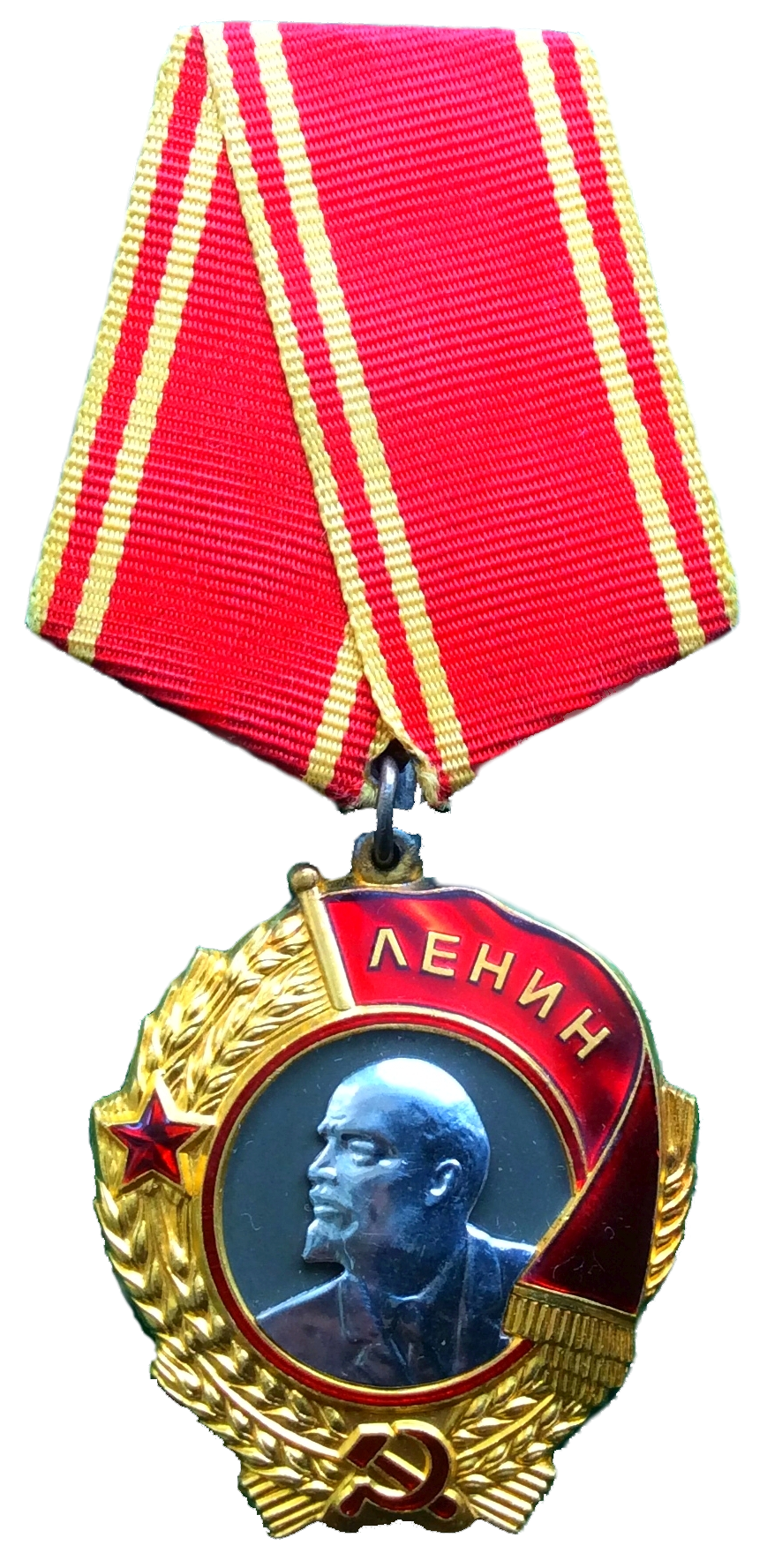
Lenin-rend, negyedik változat

## Kitüntetettek

### A leggyakrabban kitüntetettek
- Nyikolaj Patolicsev, külkereskedelmi miniszter (1958–1985), 11 alkalom
- Dmitrij Usztyinov, honvédelmi miniszter (1976–1984), 11 alkalom
- Alekszandr Jakovlev, repülőmérnök, 10 alkalom
- Saraf Rasifovics Rasifov, az üzbég kommunista párt első titkára (1959–1983),  10 alkalom
- Jefim Pavlovics Szlavszkij, a szovjet atomprogram egyik vezetője,  10 alkalom
- Anatolj Petrovics Alekszandrov, a Szovjet Tudományos Akadémia elnöke (1975–1986), 9 alkalom
- Vaszilij Ivanovics Csujkov, a Szovjetunió marsallja, 9 alkalom
- Pjotr Vasziljevics Gyementyjev, repülésipari miniszter (1953–1957, 1965–1977),  9 alkalom
- Ivan Papanyin, sarkkutató,  9 alkalom
- Dzsabar Raszulovics Raszulov, a tadzsik kommunista párt első titkára (1961–1982), 9 alkalom
- Vaszilij Mihajlovics Rjabikov, tábornok, politikus, 9 alkalom
- Nyikolaj Nyikolajevics Szemjonov, kémiai Nobel-díjas, 9 alkalom
- Nyikolaj Alekszandrovics Tyihonov, a Szovjetunió Minisztertanácsának elnöke (miniszterelnök, 1980–1985), 9 alkalom

### Híres kitüntetettek
- Álvaró Cunhal, portugál politikus és író
- Szergej Andrejevics Afanaszjev(wd) szovjet űrkutatási miniszter
- Aziz Alijev, azerbajdzsáni és dagesztáni politikus, tudós
- Clyde Armistead, repülőgép-szerelő
- William Latimer Lavery, repülőgép-szerelő a Cseljuszkin-expedíció tagjainak mentéséért
- Valerij Borzov, szovjet-ukrán rövidtávfutó
- Jemilian Bukov, szovjet író
- Fidel Castro, kubai politikus, vezető
- Konsztantyin Cselpan, a T-34 szovjet tank motorjának tervezője
- Shripad Amrit Dange, indiai kommunista vezető
- Szergej Mihajlovics Eisenstein, filmrendező
- Roza Eldarova, a Legfelsőbb Szovjet Dagesztáni Autonóm Szovjet Szocialista Köztársaság Elnökségének elnöknője
- Muhammed Ahmed Faris, szíriai űrkutató
- Jurij Gagarin, szovjet kozmonauta, az első ember az űrben, 1961.04.12. Vosztok-1
- Izrail Gelfand, szovjet matematikus
- Pinhusz Turjan, szovjet százados
- Otto Grotewohl, a Német Demokratikus Köztársaság egykori elnöke
- Armand Hammer, amerikai üzletember
- Erich Honecker, a Német Demokratikus Köztársaság egykori vezetője
- Szergej Iljusin, szovjet pilóta és repülőgép-tervező
- Wojciech Jaruzelski, a Lengyel Népköztársaság volt vezetője
- Mihail Kalasnyikov, szovjet fegyvertervező
- Nyikita Hruscsov, az SZKP főtitkára
- Janka Kupala, fehérorosz költő
- Igor Kurcsatov, fizikus, a szovjet atombomba projekt vezetője
- Vlagyimir Komarov, kozmonauta, az első ember, aki kétszer járt az űrben, az első ember, aki az űrben hunyt el
- Vlagyimir Konovalov, tengeralattjáró-parancsnok, tengerésztiszt
- Alekszej Krilov, szovjet tengerészeti mérnök, matematikus
- Luigi Longo, az Olasz Kommunista Párt vezetője
- Fariza Magomadova, csecsen bentlakásos iskola igazgatónője
- Kirill Mazurov, fehérorosz szovjet politikus
- Borisz Mihajlov, szovjet jéghokicsapat kapitány
- Soiszta Mullodzsanova, buharai zsidó sasmakom énekesnő
- Alekszandr Morozov, a T–64 harckocsi tervezője
- Mario Del Monaco, olasz operaénekes (tenor)
- Jelena Muhina, tornász
- Rahmon Nabijev, Tádzsikisztán elnöke, a Tádzsik Kommunista Párt vezetője
- Alekszander Nadiradze, szovjet grúz tudós
- Gamal Abden-Nasszer, egyiptomi miniszterelnök
- Viljam Genrikovics Fiser, szovjet kém
- Fjodor Oklopkov, második világháborús szovjet hős
- Nyikolaj Osztrovszkij, szovjet író
- Jurij Ozerov, szovjet filmrendező
- Manszuz Vanahun, szovjet katonatiszt
- Ljudmila Pavlicsenko, szovjet mesterlövész
- Jevgenyij Pepeljajev, a koreai háború alatt vadászpilóta
- Kim Philby, brit/szovjet kettős ügynök
- Konsztantyin Rokosszovszkij, a második világháború alatt a Szovjetunió marsallja
- Arnold Rüütel, észt kommunista vezető
- Anatolij Szagalevics, víz alatti felfedező
- Dmitrij Sosztakovics, szovjet zeneszerző
- Ivan Szidorenko, szovjet mesterlövész
- Szergej Szpaszokukockij, a Szovjet Tudományos Akadémia tagja, sebész
- Nyikolaj Szutyagin, vadászpilóta a második világháború és a koreai háború alatt
- Szemjon Tyimosenko, második világháborús tábornok
- Josip Broz Tito, Jugoszlávia elnöke
- German Tyitov, kozmonauta
- Vlagyiszlav Tretyjak, szovjet jéghoki kapus
- Pjotr Versigora, szovjet vezérőrnagy, partizánvezető
- Alekszandr Vaszilevszkij, szovjet marsall
- Phạm Tuân, vietnámi kozmonauta
- Vlagyiszlav Nyikolajevics Volkov, kozmonauta
- Kliment Vorosilov, a Szovjetunió marsallja
- Lev Jasin, szovjet futballkapus
- Vaszilij Zajcev, szovjet mesterlövész a sztálingrádi csatában
- Jakov Zeldovics, szovjet fizikus
- Georgij Zsukov, a Szovjetunió marsallja
- Ljudmila Georgijevna Zikina, népdalénekes
- Szergej Krikaljov, kozmonauta, a legtöbb időt űrben töltött ember
- Kádár János, magyar kommunista politikus, az MSZMP első titkára
- Joszif Sztálin, a Szovjetunió diktátora, forradalmár
- Anatolij Karpov, sakkbajnok
- Vaszilij Blohin, a legtöbb embert kivégző hóhér
- Vlagyimir Pravik, tűzoltó, aki a csernobili balesetben hunyt el
- Nelson Mandela, a Dél-afrikai Köztársaság első feketebőrű elnöke
- Aram Hacsaturján, örmény zeneszerző

## Fordítás
- Ez a szócikk részben vagy egészben  az   Order of Lenin című angol Wikipédia-szócikk fordításán alapul.  Az eredeti cikk szerkesztőit annak laptörténete sorolja fel. Ez a jelzés csupán a megfogalmazás eredetét és a szerzői jogokat jelzi, nem szolgál a cikkben szereplő információk forrásmegjelöléseként.